# Marcus Rohdén
Marcus Christer Rohdén, född 11 maj 1991 i Knätte församling i Älvsborgs län, är en svensk fotbollsspelare (mittfältare) som spelar för Fatih Karagümrük. Han representerar även det svenska landslaget. Var med och grundade det Svenska klädmärket Ciszere.

## Klubbkarriär
I april 2015 förlängde Rohdén sitt kontrakt med Elfsborg över säsongen 2018. Han blev såld till det dåvarande Serie A-laget FC Crotone i augusti 2016. Han kom med i Sveriges trupp i VM 2018.
Rohdén gick till Frosinone Calcio, som spelade i Serie B, då han gick dit gratis i augusti 2019. Den 26 juli 2023 värvades Rohdén av turkiska Fatih Karagümrük, där han skrev på ett tvåårskontrakt.

## Landslagskarriär
Rohdén debuterade i det svenska landslaget i en träningslandskamp mot Elfenbenskusten i januari 2015 och gjorde dessutom det andra målet i matchen.
Han var utanför landslagets trupp i fyra år, och gjorde comeback i träningslandskampen mot Mexiko 16 november 2022, och gjorde även ledningsmålet.